# 劉辰
劉辰（1334年—1412年），字伯靜，江浙行省婺州路金華縣（今浙江省金華市）人，明朝政治人物。
劉辰最初以署典簽使方國珍；之後李文忠駐師嚴州時，其為幕下。當時元帥葛俊守廣信，在盛冬發動百姓浚水城濠，李文忠阻止，但不聽。李文忠大怒，欲兵臨城下。劉辰自請告諭，葛俊悔恨道歉，事情平息。后劉辰以侍親辭歸。建文年間，因推薦出任監察御史，之後出任鎮江知府，有政績。永樂年間，經李景隆推薦，劉辰被召入，參與修撰《明太祖實錄》。之後外任江西布政司參政，后被罷免。永樂十四年，任行部左侍郎，之後留守南京為刑部侍郎。后致仕歸鄉，死於路中。著有《国初事迹》一卷。